# باز هم چاقالو
باز هم چاقالو (انگلیسی: Fatty Again) فیلمی کوتاه به کارگردانی راسکو آرباکل محصول سال ۱۹۱۷ کشور ایالات متحده آمریکا است.

## بازیگران
- راسکو آرباکل
- مینتا دارفی
- چارلز ماری
- ریکا آلن
- جس دندی (در عنوان‌بندی نیامده)